# 문화골목
문화골목은 부산광역시 남구 용소로13번길 36-1(대연동)에 있는 복합문화공간이다.
부경대학교 옆 주택가 골목의 뒷집들을 연계하여 골목을 조성하였고, 리모델링하여 독특한 분위기를 가진 소극장, 와인 바, 갤러리 등을 갖춘 문화공간으로 탈바꿈한 결과 부산의 숨겨진 명물 중 하나로 손꼽히며, 건축계에서도 호평을 받아 2008년에는 '부산다운 건축상' 대상을 수상하기도 했다.

문화골목

## 입주업체
- 용천지랄소극장

부산의 대표 소극장 중 하나로, 문화골목을 찾는 사람들 대부분이 이 소극장을 찾아왔다가 단골이 된다. 최대 100석 규모의 아담한 연극 전용 소극장인데, 부산국제연극제의 프로그램을 유치한 적이 있을 만큼 대외적으로도 유명한 편이다. 2012년 초반까지는 주로 부산 소재 극단 '드라마팩토리'의 공연을 많이 상연해 왔으나, 드라마팩토리의 김세환 연출이 이윤택예술감독 아래로 들어가면서 1년여간 기획상업연극을 오픈런으로 런칭했고, 현재는 기존의 대관 방식의 소극장으로 전환되었다.
- 부엉이: 와인/맥주 바
- 다반: 와인/맥주 바
- 몽로: 일본식 선술집
- 고방: 한국전통술집
- 노가다: LP음악전문 펍

## 참고
1. ↑  이영희 (2008년 10월 14일). “'부산다운 건축'대상에 대연동 '문화골목'”. 연합뉴스.
2. ↑  박창수 (2011년 5월 10일). “제 8회 부산국제연극제 폐막..열흘간 1만6천명 관람”. 연합뉴스.